# Leopardo europeo
I leopardi vantano una lunga storia in Europa, che si estende dalla transizione tra il Pleistocene inferiore e medio, circa 1,2-0,6 milioni di anni fa, fino alla fine del Pleistocene superiore, intorno a 12.000 anni fa, e forse oltre, nel primo Olocene. Resti fossili di leopardi sono stati rinvenuti in tutta Europa, dalla penisola iberica al Caucaso.

## Tassonomia e genetica
La sottospecie europea del Pleistocene superiore, Panthera pardus spelaea, fu inizialmente descritta come Felis pardus spelaea da Emil Bächler nel 1936.
Diversi resti fossili risalenti al Pleistocene inferiore, medio e superiore sono stati descritti e attribuiti a differenti sottospecie di leopardo:
- Panthera pardus antiqua (Cuvier, 1835);[2]
- Panthera pardus begoueni Fraipoint, 1923;[3]
- Panthera pardus sickenbergi Schutt, 1969;[4]
- Panthera pardus vraonensis Nagel, 1999.[5]

L'analisi dei genomi mitocondriali di esemplari di leopardo del Pleistocene superiore ritrovati nella grotta Baumannshöhle, in Germania, datati a circa 40.000 anni fa, ha mostrato che questi individui condividevano una linea genetica materna che si era separata dall'antenato comune dei leopardi asiatici moderni circa 500.000 anni fa. Gli autori dello studio hanno quindi proposto che i leopardi europei rappresentassero una popolazione distinta rispetto a quella dei leopardi asiatici attuali. Tuttavia, analisi successive di due genomi mitocondriali estratti da sedimenti della grotta di El Mirón in Spagna (datati rispettivamente a circa 46.890-33.160 e 22.980-22.240 anni calibrati prima del presente) hanno rivelato che queste sequenze erano strettamente imparentate tra loro, ma non con quelle tedesche. Al contrario, esse rientravano nella variabilità genetica dei leopardi asiatici moderni, in particolare condividendo un'origine comune con una sequenza genetica di 35.000 anni fa proveniente dalla grotta di Mezmajskaja nel Caucaso nord-occidentale.

## Descrizione

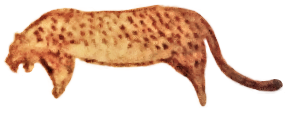
Arte rupestre paleolitica raffigurante un leopardo, grotta Chauvet, Francia.

I crani dei leopardi europei del Pleistocene superiore erano di lunghezza media, con caratteristiche simili a quelle della sottospecie asiatica Panthera pardus tulliana. Una presunta raffigurazione di leopardo nella grotta Chauvet mostra un mantello simile a quello dei leopardi moderni, ma con un ventre privo di macchie, presumibilmente bianco. Come per altri mammiferi, i leopardi vissuti durante le fasi glaciali fredde del Pleistocene superiore erano generalmente più grandi rispetto a quelli delle fasi interglaciali più calde. Il dimorfismo sessuale era marcato, con i maschi più grandi delle femmine. I resti provenienti dalla grotta di Equi Terme, in Italia, mostrano una notevole variabilità dimensionale, ma nel complesso i leopardi europei erano di dimensioni maggiori rispetto a quelli attuali. I musi dei crani ritrovati in questa località sono in genere più corti rispetto a quelli dei leopardi moderni. Dietrich (2013) ha sostenuto che i leopardi europei del Pleistocene medio presentassero differenze morfologiche nei crani e nei denti rispetto a quelli del Pleistocene superiore, ma altri autori hanno suggerito che tali differenze riflettano semplicemente la variabilità intraspecifica, rilevando che alcuni esemplari del Pleistocene superiore mostrano caratteristiche simili a quelli più antichi.

## Distribuzione e cronologia
L'epoca dell'arrivo dei leopardi in Europa è dibattuta. Alcuni studiosi ritengono che essi siano giunti nel continente durante il tardo Pleistocene inferiore, circa 1,2-1,1 milioni di anni fa, mentre altri propendono per un arrivo nel primo Pleistocene medio, circa 600.000 anni fa. Sebbene inizialmente molto rari, i resti di leopardo diventano più frequenti e diffusi a partire dal tardo Pleistocene medio, dopo l'estinzione del «giaguaro europeo» Panthera gombaszoegensis, anche se nel complesso il record fossile europeo dei leopardi resta scarso. A nord, la loro presenza raggiunse la Gran Bretagna, ma i resti qui sono rari e datati solo allo stadio isotopico marino 7, circa 225.000 anni fa. Durante il Pleistocene superiore, il limite settentrionale della loro distribuzione era situato attorno all'area di Berlino, nella Germania settentrionale.
Durante il massimo glaciale wurmiano, i leopardi sopravvissero nei rifugi glaciali relativamente temperati della penisola iberica, italiana e balcanica. Frammenti ossei di P. p. spelaea sono stati rinvenuti in Svizzera, Italia, Spagna, Germania, Polonia e Grecia. Fossili di leopardo datati a circa 43.000 anni fa sono stati scoperti nella grotta di Radochowska, in Polonia. Lo scheletro più completo di P. p. spelaea proviene dalla grotta di Vjetrenica, nella Bosnia ed Erzegovina meridionale, dove sono stati rinvenuti quattro fossili databili tra 29.000 e 37.000 anni fa. Una pittura rupestre raffigurante un leopardo, nella grotta Chauvet, in Francia meridionale, è datata a circa 25.000-37.500 anni fa. I leopardi scomparvero dalla maggior parte dell'Europa attorno a 24.000 anni fa, poco prima del massimo glaciale.
Il sito della grotta di Equi Terme, in Toscana nord-occidentale, datato al periodo glaciale (stadio isotopico MIS 3, ~53.000-27.000 anni fa), rappresenta la maggiore concentrazione conosciuta di resti di leopardo in Europa pleistocenica: qui sono state rinvenute circa 200 ossa, inclusi cinque crani ben conservati. I resti di cuccioli trovati nella grotta indicano che i leopardi la utilizzavano come tana per il parto e il riposo. Le più recenti testimonianze certe di leopardi fuori dall'Europa orientale provengono dalla penisola iberica, dove la loro presenza è documentata tra 17.000 e 11.000 anni fa, con possibili tracce anche nell'Olocene iniziale, in epoca mesolitica. Attualmente, leopardi di tipo asiatico sono ancora presenti ai margini dell'Europa, nel Caucaso settentrionale.

## Paleobiologia

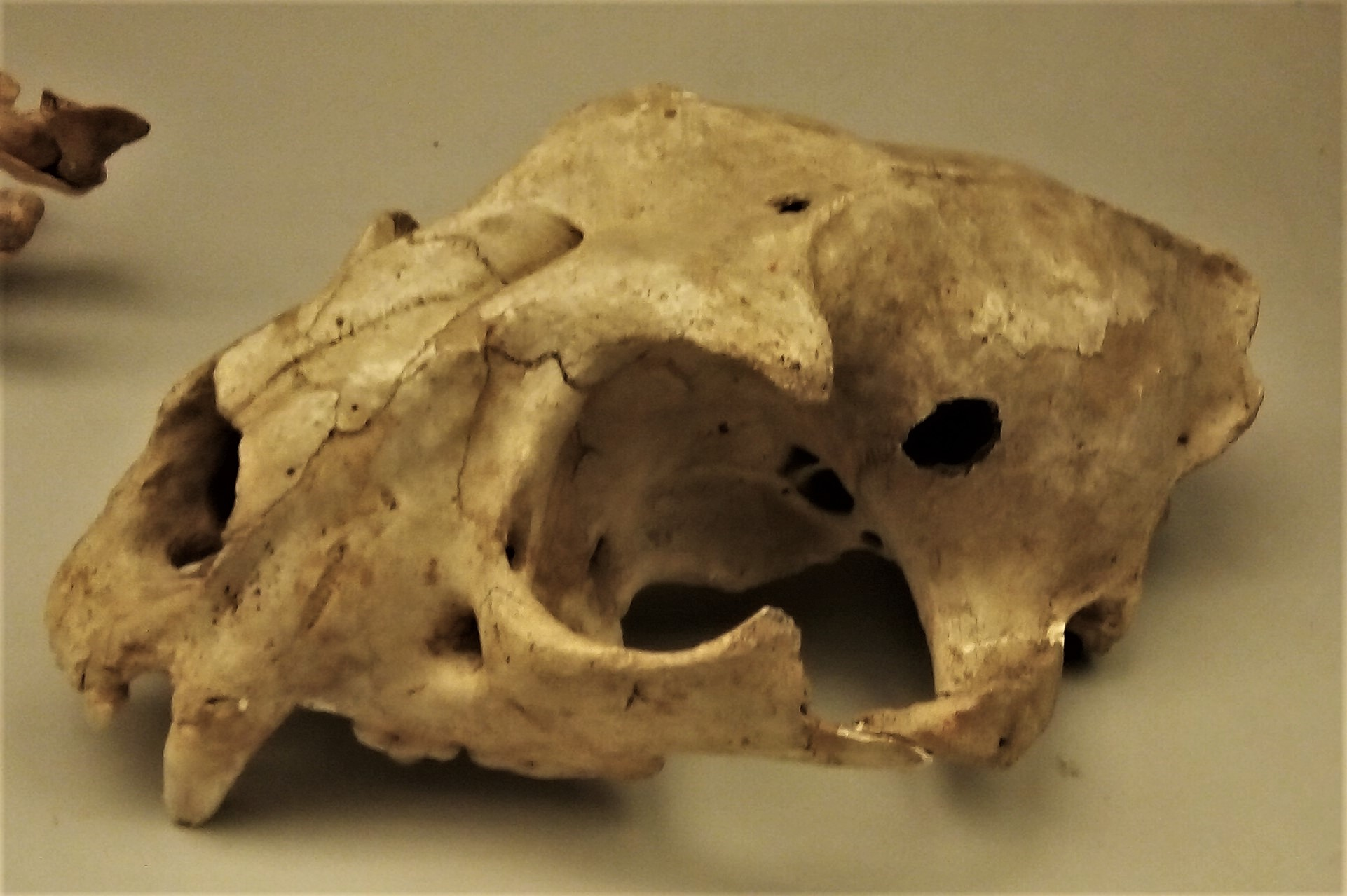
Cranio con una perforazione attribuita a un morso di leone.

I fossili di leopardo in Europa si ritrovano talvolta in grotte, che probabilmente venivano utilizzate come rifugi o luoghi in cui nascondere le prede. I leopardi preferivano in genere grotte di piccole dimensioni, poiché quelle più grandi erano spesso occupate da predatori maggiori come gli orsi delle caverne, i leoni delle caverne (P. spelaea) o dagli uomini. Nelle grotte dell'era glaciale europea, i resti di leopardo sono molto più rari rispetto a quelli di leone, e tutti gli esemplari noti appartengono ad adulti, il che fa supporre che difficilmente allevassero i cuccioli in queste cavità. Quando i resti si trovano in grotte più ampie, sono spesso collocati nelle sezioni più profonde, come accade nella grotta di Baumann e nella Zoolithenhöhle, in Germania. Non si conoscono con precisione le specie predate da questi leopardi, ma è probabile che si trattasse di ungulati simili a quelli cacciati dai leopardi delle nevi attuali, come stambecchi, cervi e cinghiali. È anche verosimile che i leopardi si nutrissero occasionalmente di orsi delle caverne in letargo. Durante le fasi fredde, i leopardi europei si trovavano principalmente in foreste boreali montane o alpine, oppure in habitat sopra la linea degli alberi, e raramente nelle pianure dominate dalle steppe dei mammut.